# Ахмарская культура
Ахмарская культура (также антелийская) — одна из ранних культур позднего палеолита, распространенная в Земле Израиля и других странах Леванта в ориньякское время. В индустрии ахмарской культуры преобладали продолговатые пластины, сколотые с одно- и двунаправленных нуклеусов, плоские скребки и заостренные пластинки. Появляется ахмарская культура около 45 — 40 тыс. лет назад, но по калиброванной радиоуглеродной хронологии её также датируют 39 — 28/24 тыс. до н. э. Она существовала вдали от оледениния — в степных ландшафтах тогдашнего Леванта, включая Аравию. Названия происходят от стоянки Эрк-эль-Ахмар в Иудейской пустыне и местечка Антелиас около Бейрута.
Одни археологи включают её в широкую ориньякскую общность, другие, признавая в ней наличие некоторых ориньякских характеристик, считают её отдельной культурой. Более того, они полагают, что ориньякская культура Европы (в широком смысле) на короткое время (35 — 29 тысяч лет назад) проявлялась в некоторых памятниках Леванта, но ахмарская культура при этом сосуществовала отдельно. На севере граница культуры достигала Закавказья (Грузия, 39 тыс. лет назад).
Предшественником была культура мустье. На смену антелийской культуре приходит атлитская культура и ещё позже кебарская культура.
Обнаруженные в Палестине люди (10 погребённых в пещере Мугарет эс-Схул у горы Кармель) показывают, что ахмарцы (антелийцы) относились к кроманьонцам, они были высокими, широколицыми, с высоким черепом и мощными костями.
Во время морской изотопной стадии 3 (MIS 3) (особенно между 45 тыс. л. н. и 37 тыс. л. н.) раннеахмарская технокультурная единица охватывала территории, известные сегодня как Синайский полуостров, пустыня Негев, Вади Араб, Западная Трансиордания, Ливанские горы и Южная сирийская пустыня. Известно более 50 местонахождений в этой области. Памятник Абу Ношра (Синай) является самым южным, а пещеры Учагызлы (Üçağızlı Cave) и Канал (Kanal Cave) на юго-востоке Турции — самыми северными ахмарскими местонахождениями.